# Tiffany Fanjat
Tiffany Fanjat, née le 22 décembre 1981 à Tassin-la-Demi-Lune (Rhône), est une karatéka française surtout connue pour avoir remporté l'épreuve de kumite individuel féminin plus de 60 kilos aux championnats du monde de karaté 2008 à Tōkyō, au Japon.

## Résultats
| Résultat           | Date             | Épreuve                   | Catégorie | Compétition                                  | Ville hôte               |
| ------------------ | ---------------- | ------------------------- | --------- | -------------------------------------------- | ------------------------ |
| Médaille d'argent  | Février 2002     | Kumite individuel + 60 kg | Juniors   | Championnats d'Europe juniors et cadets 2002 | Coblence, en Allemagne   |
| Médaille d'argent  | Août 2006        | Kumite individuel open    | -         | Championnats du monde universitaires 2006    | New York, aux États-Unis |
| Médaille de bronze | Mai 2007         | Kumite individuel open    | Seniors   | Championnats d'Europe 2007                   | Bratislava, en Slovaquie |
| Médaille de bronze | Juillet 2008     | Kumite individuel open    | -         | Championnats du monde universitaires 2008    | Wrocław, en Pologne      |
| Médaille de bronze | 14 novembre 2008 | Kumite par équipe         | Seniors   | Championnats du monde 2008                   | Tōkyō, au Japon          |
| Médaille d'or      | 16 novembre 2008 | Kumite individuel + 60 kg | Seniors   | Championnats du monde 2008                   | Tōkyō, au Japon          |
| Médaille d'argent  | Mai 2009         | Kumite individuel + 60 kg | Seniors   | Championnats d'Europe 2009                   | Zagreb, en Croatie       |
| Médaille de bronze | Mai 2010         | Kumite individuel + 60 kg | Seniors   | Championnats d'Europe 2010                   | Athènes, en Grèce        |
| Médaille d'or      | Octobre 2010     | Kumite individuel + 60 kg | Seniors   | Championnats du monde 2010                   | Belgrade, en Serbie      |
| Médaille d'or      | Octobre 2010     | Kumite par équipe         | Seniors   | Championnats du monde 2010                   | Belgrade, en Serbie      |
| Médaille d'argent  | Mai 2011         | Kumite individuel + 60 kg | Seniors   | Championnats d'Europe 2011                   | Zurich, en Suisse        |
| Médaille d'argent  | Mai 2012         | Kumite individuel + 60 kg | Seniors   | Championnats d'Europe 2012                   | Tenerife, en Espagne     |
| Médaille d'or      | Novembre 2012    | Kumite par équipes        | Seniors   | Championnats du monde 2012                   | Paris, en France         |
| Médaille de bronze | Novembre 2012    | Kumite individuel + 60 kg | Seniors   | Championnats du monde 2012                   | Paris, en France         |

## Distinction
- Chevalier de l'Ordre national du Mérite en 2011[14].